# Liste de catastrophes naturelles en 2014
 (octobre 2016).
Si vous disposez d'ouvrages ou d'articles de référence ou si vous connaissez des sites web de qualité traitant du thème abordé ici, merci de compléter l'article en donnant les références utiles à sa vérifiabilité et en les liant à la section « Notes et références ».
Cet article contient une liste des catastrophes naturelles en 2014.

## Janvier
- Inondation meurtrière en France dans le Var, deux victimes

## Avril
- Avalanche de l'Everest de 2014, 18 avril

## Septembre
- Inondation meurtrière en France dans le Var, une victime

## Novembre
- Inondation meurtrière en France dans le Var, cinq victimes